# Jsou stále v nás
Jsou stále v nás je hudební album skupiny Turbo. Vydáno bylo v roce 1999.

## Seznam skladeb
1. „Ptáků se ptej“
2. „Blázen“
3. „Tak mě líbej“
4. „Jsou stále v nás“
5. „Slova“
6. „Volnej pád“
7. „Možná tu byl“
8. „To holky jsou“
9. „Bludičky snů“
10. „Schoulená“
11. „Nemám dnes den“